# Esbuild
esbuild は、 オープンソースのJavaScript バンドラおよびミニファイヤであり、Evan Wallace によって作られた。 Go を JavaScript の代わりとして使い、また 並列処理 と共有メモリを使用することにより、他のバンドラより10から100倍高速に処理できるとしている。 TypeScript, JSX, バンドルサイズを削減するための tree-shaking に対応している。さらにプラグインを作成可能である。それを用いて拡張することができる。

## ユーザー
フロントエンドのビルドおよび開発ツールである Vite および Phoenix Framework は、esbuildを使用に依存している。
また、バージョン v17以降の Angular、バージョン v7以降の Ruby on Rails、 Netlify Functionsでは、バンドラとして esbuild を内部的に使用していて、かつ依存している。